# امانوئل دو مارژری
امانوئل دو مارژری (به فرانسوی: Emmanuel de Margerie) جغرافی‌دان فرانسوی (۱۹۵۳-۱۸۶۲) است که یخچال مارژری به‌دلیل بازدیدش از آن در سال ۱۹۲۳ به نام او نام‌گذاری شده است. مارژری در سال ۱۹۱۹ برنده مدال انجمن جغرافیایی آمریکا شد. او همچنین در سال ۱۹۲۳ برنده مدال ماری کلارک تامپسون از آکادمی ملی علوم آمریکا شد.